# Північно-західний форпост
Північно-західний форпост (англ. Northwest Outpost), він же, Кінець веселки (англ. End of the Rainbow) — американський музичний фільм 1947 року режисера Аллана Двана з Нельсоном Едді, Ілоною Мессі і Йозефом Шильдкраутом в головних ролях. Це був останній фільм, у якому зіграв Нельсон Едді, і це був фільм-оперета, як і решта фільмів, у яких він виконав головні ролі. Його вмовила зніматися Republic Pictures, тому що Рудольф Фрімль писав музичний супровід фільму. Фільм був добре сприйнятий критиками і мав високі касові збори.

## Сюжет
Дія фільму розгортається в поселенні Російської імперії Форт Росс на території Каліфорнії на початку XIX століття. Візит офіцера американської армії стає початком романтичних стосунків з аристократичною жінкою, чоловік якої — злочинець, що відбуває ув'язнення у форті.

## В ролях
- Нельсон Едді[en] — Капітан Джим Лоуренс
- Ілона Мессі[en] — Наталія Альяновна
- Йозеф Шильдкраут — граф Ігор Савін
- Ельза Ланчестер — принцеса «Таня» Тетяна
- Г'юго Гаас[en] — князь Ніколай Балінін
- Ленор Улрік[en] — баронеса Крипосна
- Пітер Вітні[en] — наглядач Волков
- Тамара Шейн[en] — Ольга, покоївка Наталії
- Ерно Веребеш[en] — Кирил, ад'ютант Балініна
- Джордж Сорель — барон Крипосний
- Рік Валлін — Довкін